# Isodon colaniae
Isodon colaniae là một loài thực vật có hoa trong họ Hoa môi. Loài này được H.Hara ex Suddee & A.J.Paton mô tả khoa học đầu tiên năm 2004.